# بامداد جویباری
محمدرضا بامدادیان یا بامداد جویباری (زادهٔ ۲۲ تیر ۱۳۲۴، جویبار) شاعر، ترانه‌سرا، ادیب و روزنامه‌نگار اهل ایران است.

## زندگی
محمدرضا بامدادیان (با نام مستعار بامداد جویباری) پس از تحصیلات ابتدایی در جویبار، به تهران رفت و در دبیرستان علمیه تهران دیپلم ادبی گرفت. در سال ۱۳۴۶ وارد دانشگاه تهران شد و در رشته زبان و ادبیات فارسی فارغ‌التحصیل شد. از نخستین ترانه‌های او می‌توان به ترانه «نفرین» و «دست تقدیر» اشاره کرد که با صدای «روانبخش» و «ایرج» اجرا شده‌اند. ترانه‌های غم تنهایی و معبود شادمهر عقیلی نیز سرودهٔ او هستند. او از پدیدآورندگان پیشتاز ترانه‌های مردمی است که همواره با دانش خود موسیقی مردمی را پشتیبانی و نگهبانی کرده است. او همچنین به جهت فعالیت‌هایی که در تحقیق و پژوهش‌های ادبی انجام داده بود در سال ۱۳۹۴ نشان درجه یک هنری (معادل دکتری) دریافت نمود.

## سوابق اجرایی
- از سال ۱۳۶۲ الی ۱۳۶۳ مسئول دفتر اداره آثار صوتی و تصویری مرکز موسیقی (تالار وحدت)
- از سال ۱۳۶۳ الی ۱۳۶۷ کارشناسی اداره انتشارات و تبلیغات وزارت ارشاد
- از سال ۱۳۶۷ الی ۱۳۷۱ کارشناس کتاب
- از سال ۱۳۸۴ الی ۱۳۸۸ عضو هیئت مدیره تعاونی مطبوعات کشور
- از سال ۱۳۸۸ الی ۱۳۹۱ مدیر عامل تعاونی مسکن مطبوعات کشور
- از سال ۱۳۸۰ مدیر مسئول و صاحب امتیاز نشریه هنر و رایانه
- از سال ۱۳۹۰ مدیر مسئول و صاحب امتیاز نشریه نوعروس
- از سال ۱۳۹۰ عضو کلینیک رسانه وابسته به فرهنگسرای رسانه
- از سال ۱۳۹۳ مدیر مسئول و صاحب امتیاز نشریه بعد از بازی
- از سال ۱۳۹۴ بازرس اصلی انجمن صنفی مدیران رسانه

## آثار و تالیفات
- چاپ کتاب سپاه محمد شامل شعر و عکس به سفارش ستاد جنگ وزارت فرهنگ و ارشاد اسلامی
- مجموعه شعر جویبار عمر
- گزیده اشعار
- تصحیح و تعلیقات دیوان شمس (۲ جلد) انتشارات گلشایی
- تصحیح و تعلیق کتاب شاهنامه فردوسی انتشارات زرین
- تصحیح و تعلیقات و گردآوری دیوان شعر امبر پازواری انتشارات کاوشگر
- تصحیح و تعلیقات تاریخ تبریز تألیف شاهزاده نادر میرزا (نسخه منحصر بفرد)
- تصحیح و تعلیقات دیوان اشعار بهار شروانی
- مجموعهٔ سرودها و ترانه‌های بامداد جویباری[۲]

## تجلیل
در ۲۹ مرداد ۱۳۹۴ «به پاس نیم قرن تلاش در عرصه فرهنگ و ادب فارسی» با حضور جمعی از مسئولین ادارات شهرستان جویبار و استان مازندران، هنرمندان، شعرا و اصحاب فرهنگ و رسانه در محل سالن آمفی تئاتر اداره فرهنگ و ارشاد اسلامی جویبار، از محمدرضا بامدادیان (بامداد جویباری) در آستانهٔ هفتاد سالگی تجلیل به عمل آمد.